# Freddy Helssen
Freddy Helssen (* 17. Dezember 1944 in Ekeren, Antwerpen) ist ein ehemaliger belgischer Radrennfahrer und nationaler Meister im Radsport.

## Sportliche Laufbahn
Helssen gewann 1966 die nationale Meisterschaft im Sprint der Amateure und abermals 1969 vor Daniel Goens. 1977 wurde er Meister im Tandemrennen mit Jean-Louis Jonexis als Partner. 1966 konnte er im Finale des Großen Preises von Brüssel Daniel Morelon besiegen.

## Berufliches
Von 1980 bis 1984 war er als Trainer der niederländischen Nationalmannschaft tätig. 1984 bis 2000 arbeitete er als Trainer der Nationalmannschaft Straßenradsport. Später arbeitete er Vereinstrainer und in der Firma von Eddy Merckx.